# Баркоцин
Баркоцин (пол. Barkocin, нім. Barkotzen) — село в Польщі, у гміні Колчиґлови Битівського повіту Поморського воєводства.
Населення — 143 особи (2011).
У 1975-1998 роках село належало до Слупського воєводства.

## Демографія
Демографічна структура станом на 31 березня 2011 року:
|          | Загалом | Допрацездатний вік | Працездатний вік | Постпрацездатний вік |
| -------- | ------- | ------------------ | ---------------- | -------------------- |
| Чоловіки | 81      | 24                 | 50               | 7                    |
| Жінки    | 62      | 11                 | 37               | 14                   |
| Разом    | 143     | 35                 | 87               | 21                   |